# Municipio de Smiley
El municipio de Smiley (en inglés: Smiley Township) es un municipio ubicado en el condado de Pennington en el estado estadounidense de Minnesota. En el año 2010 tenía una población de 580 habitantes y una densidad poblacional de 6,19 personas por km².

## Geografía
El municipio de Smiley se encuentra ubicado en las coordenadas 48°3′48″N 96°2′49″O / 48.06333, -96.04694. Según la Oficina del Censo de los Estados Unidos, el municipio tiene una superficie total de 93.74 km², de la cual 93,24 km² corresponden a tierra firme y (0,53 %) 0,49 km² es agua.

## Demografía
Según el censo de 2010, había 580 personas residiendo en el municipio de Smiley. La densidad de población era de 6,19 hab./km². De los 580 habitantes, el municipio de Smiley estaba compuesto por el 96,03 % blancos, el 0,52 % eran amerindios, el 1,38 % eran asiáticos, el 1,03 % eran de otras razas y el 1,03 % eran de una mezcla de razas. Del total de la población el 2,93 % eran hispanos o latinos de cualquier raza.